# Hans Segers
Hans Segers (Eindhoven, 30 ottobre 1961) è un ex calciatore olandese, di ruolo portiere.

## Carriera

### Giocatore
Tra il 1981 ed il 1984 gioca complessivamente 20 partite nella prima divisione olandese (una nella stagione 1981-1982, 4 nella stagione 1982-1983 e 15 nella stagione 1983-1984)ed una partita nella Coppa UEFA 1983-1984 con il PSV, club della sua città natale; successivamente si trasferisce in Inghilterra al Nottingham Forest, con cui nella stagione 1984-1985 disputa 28 partite nella prima divisione inglese con la maglia del Nottingham Forest, con cui rimane anche nelle 2 successive stagioni, nelle quali però perde il posto da titolare a favore di Steve Sutton, collezionando comunque rispettivamente 11 e 14 presenze; nel marzo del 1987 viene inoltre per un preve periodo ceduto in prestito allo Stoke City, con cui gioca una partita nella seconda divisione inglese. Nel corso della stagione 1987-1988 dopo aver giocato ulteriori 5 partite con il Forest viene ceduto in prestito prima allo Sheffield Utd (10 presenze in seconda divisione) e poi al Dunfermline, club della prima divisione scozzese, con cui disputa 4 partite. Nell'estate del 1988 viene ingaggiato dal Wimbledon FC per diventare il sostituto di Dave Beasant: nel corso delle successive 7 stagioni gioca stabilmente come portiere titolare dei Dons, dove rimane poi anche per la stagione 1995-1996, in cui fa da riserva: complessivamente in 8 anni di permanenza nel club gioca 317 partite ufficiali, 262 delle quali nella prima divisione inglese.
Nella seconda parte della stagione 1996-1997 va a giocare in Football Conference (quinta divisione e più alto livello calcistico inglese al di fuori della Football League) con i semiprofessionisti del Woking, trascorrendo poi gli ultimi mesi della stagione in seconda divisione al Wolverhampton con il ruolo di riserva di Mike Stowell: nella sua prima stagione nel club non scende mai in campo, mentre nella stagione 1997-1998, riconfermato in squadra dai Wolves,  gioca 11 partite in campionato e 2 partite in FA Cup; a fine stagione passa al Tottenham, club di prima divisione, dove rimane dal 1998 al 2001 con il ruolo di terzo portiere: qui nell'arco del triennio gioca complessivamente 2 partite ufficiali, entrambe nella stagione 1998-1999 (una in campionato ed una in Coppa di Lega).

### Allenatore
Ha lavorato come preparatore dei portieri in vari club della prima divisione inglese e nella prima divisione olandese, oltre che nella nazionale australiana.

## Palmarès

### Giocatore

#### Competizioni nazionali
- Coppa di Lega inglese: 1

Tottenham: 1998-1999